# M62 (amas globulaire)
Pour les articles homonymes, voir M62.
M62 (ou NGC 6266) est un amas globulaire situé dans la constellation d'Ophiuchus à environ 22 500 a.l. (6,9 kpc) du Soleil et à 5 550 a.l. (1,7 kpc) du centre de la Voie lactée. Il a été découvert par l'astronome français Charles Messier en 1771.
La vitesse radiale héliocentrique de cet amas est égale à (−73,49 ± 0,70) km/s.

## Caractéristiques

### Forme
La plupart des amas globulaires sont presque sphériques, mais Messier 62 fait exception. Cet amas est déformé et étiré sur l'un de ses côtés lui donnant l'aspect d'une comète avec une tête brillante et une queue. C'est l'un des amas le plus rapprochés du centre de la Voie lactée et cette déformation provient très probablement des forces de marée qui ont déplacé ses étoiles.

### Métallicité, âge et masse
Selon Forbes et Bridges, la métallicité de M62 est estimée à −1,02 [Fe/H] et son âge d'environ 11,78 milliards d'années.
Selon une étude publiée en 2011 par J. Boyles et ses collègues, la métallicité de l'amas globulaire Messier 62 est égale à -1,18 et sa masse est égale à 1 220 000 {\displaystyle M_{\odot }}. Dans cette même étude, la distance de l'amas est estimée à environ 6,8 kpc (∼22 200 al). La base de données Simbad indique six références pour la métallicité de M62, les valeurs varient de −0,99  à   −1,60.
La métallicité d'un objet céleste est le logarithme du rapport de sa concentration en fer sur celle du Soleil. Une métallicité de −1,60  à   −0,99 signifie que la concentration en fer de M62 est comprise entre 2,5 % et 10,2 % de celle du Soleil. Après le Big Bang, l'Univers étant surtout composé d'hydrogène et d'hélium, la métallicité était pratiquement nulle. L'univers s'est progressivement enrichi en métaux (éléments plus lourds que l'hélium) grâce à la synthèse de ceux-ci dans le cœur des étoiles. La métallicité des amas du halo de la Voie lactée varie d'un centième à un dixième de la métallicité solaire, ce qui signifie que ces amas se décomposent en deux sous-groupes, les relativement jeunes et les vieux. Selon sa métallicité, M62 serait donc un amas relativement jeune, âgé de 11,8 milliards d'années.

### Les étoiles de M62
Messier 62 présente principalement deux populations distinctes d'étoiles venant probablement de deux épisodes de formation d'étoiles. Les analyses des diagrammes couleur-magnitude montrent que M62, comme d'autres amas globulaires massifs, possède deux populations distinctes d'étoiles de la séquence principale, (79 ± 1) % étaient des étoiles rouges et (21 ± 1) % des étoiles bleues. Les étoiles rouges contiennent surtout de l'hélium primordial alors que les bleues montrent un enrichissement en hélium. La métallicité plus élevée de la seconde population montre qu'elles se sont formées en utilisant la matière produite par les supernovas des étoiles de l'amas.
Une étude publiée en 2010 indique la présence de 245 étoiles variables dans cet amas, dont 179 nouvellement découvertes. De celles-ci, 209 sont de type RR Lyrae (133 de type RRab et 76 de type RRc), quatre sont des céphéides de type II, 25 sont des variables à longue période, une est une binaire à éclipses et six qui ne sont pas bien classifiées.
On a aussi identifié la présence de six pulsars millisecondes à éclipse dans cet amas, dont l'un (COM6266B) semble montrer un jet de gaz arraché à son étoile compagne. Plusieurs sources de rayon X ont également été détectées, dont 50 à l'intérieur du rayon de demi-masse, c'est-à-dire le rayon à l'intérieur duquel se trouve la moitié de la masse de l'amas. Près du centre de l'amas, on a identifié la présence de 57 étoiles traînardes bleues.

### Un trou noir de masse intermédiaire
Étant donné la masse considérable de l'amas, certains se sont mis à la recherche d'un trou noir intermédiaire dans cet amas dans les années 2010. Une étude du mouvement propre des étoiles à l'intérieur de 17" conclut que la présence d'un trou noir intermédiaire n'est pas nécessaire pour en rendre compte.
Une étude publiée en 2019 et basée sur des mesures de l'accélération des pulsars conclut à la présence d'une masse non lumineuse comprise entre 1 200  et   6 000 {\displaystyle M_{\odot }}. Il se pourrait que ce soit un trou noir de masse intermédiaire, mais il pourrait aussi s'agir d'un système constitué de plusieurs rémanents de supernovas de masse équivalente.

## Galerie

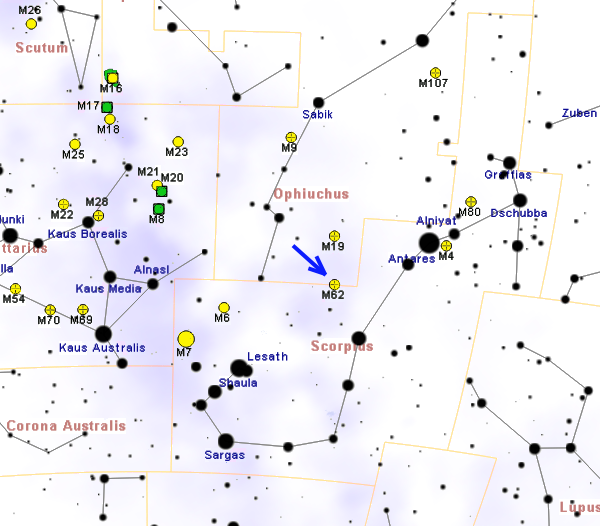
Emplacement de M62 dans la constellation d'Ophiuchus.
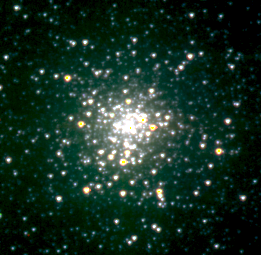
M62 en infrarouge par le télescope spatial Spitzer.
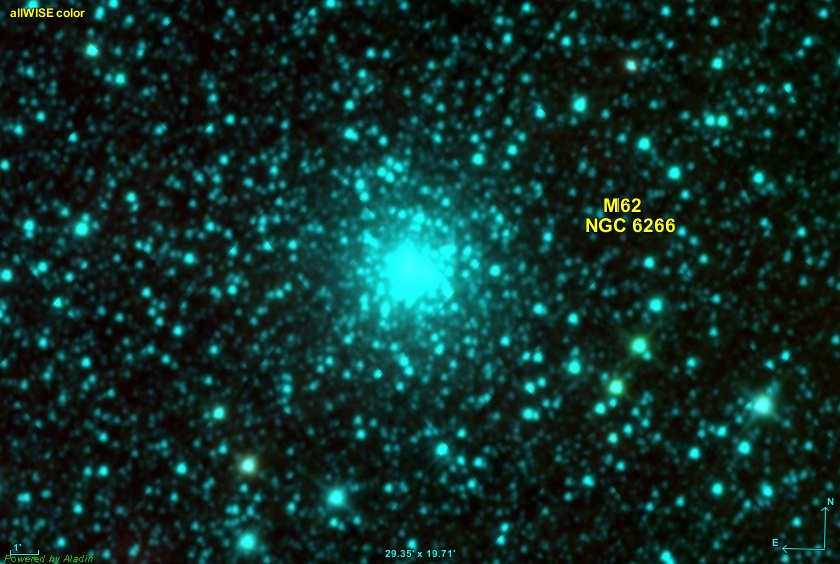
Autre image en infrarouge de M62 par relevé WISE.
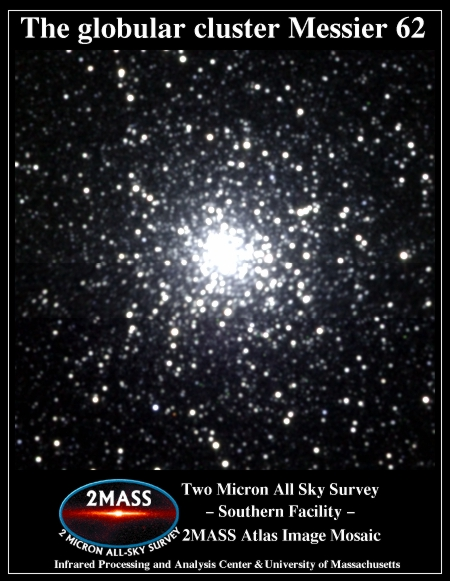
Autre image en infrouge de M62 par le relevé 2MASS.
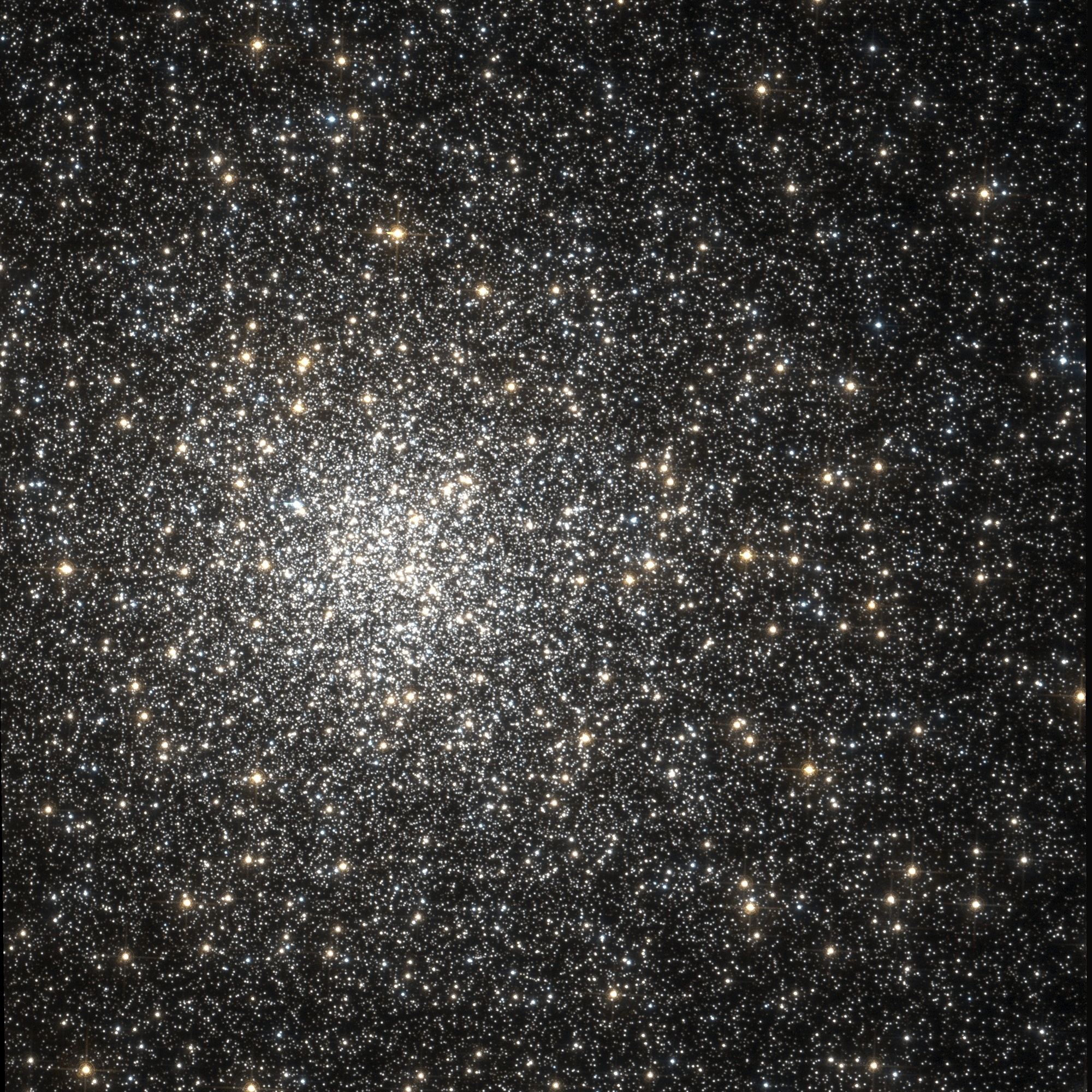
M62 en lumière visible par le télescope spatial Hubble.